# Abel Góngora
Abel Góngora (Barcelona, 30 de julio de 1983) es un animador y director español conocido por su trabajo con el estudio de animación japonés Science SARU. Tras unirse al estudio como uno de sus primeros empleados, Góngora se desempeña como jefe del departamento de animación digital de Science SARU y se ha especializado en el uso de Adobe Animate. Además de su trabajo como animador, Góngora también se ha desempeñado como director de episodios promocionales de la serie estadounidense OK K.O.! Let's Be Heroes, y como director de T0-B1, un  cortometraje del proyecto de antología de Disney+ Star Wars: Visions.

## Primeros años
Góngora nació en Barcelona, España y creció en la localidad de Elche. Cuando era niño, desarrolló un amor por dibujar cómics y aspiraba algún día a tener una tienda donde poder venderlos. Estudió animación y se graduó en la Universidad Politécnica de Valencia.

## Carrera

### Trabajo con estudios europeos
Góngora comenzó su carrera en Europa, uniéndose al estudio de animación irlandés Cartoon Saloon en 2006. Inicialmente se desempeñó como diseñador de locaciones y luego se convirtió en animador, trabajando en la serie de televisión Skunk Fu! (2007–08). En 2007, Góngora se traslada al estudio de animación francés Ankama, donde trabajó como animador en las temporadas iniciales de la serie animada Flash de la compañía Wakfu (2008-2012). Durante su tiempo en Ankama, el estudio abrió una filial en Japón, Ankama Japan, y trasladó un grupo de 25 animadores europeos al estudio de Tokio para trabajar con un equipo de artistas japoneses. Góngora fue uno de los animadores que se trasladó temporalmente a Tokio; mientras estuvo allí, trabajó con el director Masaaki Yuasa, quien más tarde cofundaría Science SARU. Después del cierre de Ankama Japón en 2011, Góngora volvió al estudio principal de Ankama en Francia. Sin embargo, se mantuvo en contacto con Yuasa y su productor asociado Eunyoung Choi, y luego de la fundación de Science SARU en 2013, se unió a la nueva compañía.

### Trabajo en Science SARU
Góngora fue uno de los primeros cinco miembros del personal en unirse a Science SARU, incluidos Choi y Yuasa. Admirador de Yuasa desde su trabajo en la serie animada Kemonozume (2006), Góngora estaba ansioso por trabajar con él debido a su estética artística distintiva y estilo de dirección. A diferencia de otros estudios de animación japoneses que se han centrado en la animación tradicional dibujada a mano o en la animación por computadora, Science SARU prioriza el uso de 'animación asistida digitalmente' que combina animación digital y dibujada a mano utilizando programas como Adobe Animate; una ventaja de este método de producción es permitir la eficiencia con un equipo pequeño.
Góngora comenzó su trabajo con Science SARU en el primer proyecto del estudio, un episodio de la serie animada estadounidense Adventure Time titulado Food Chain (2014); se desempeñó como uno de los tres animadores del episodio. Luego se desempeñó como animador digital en la primera serie de televisión del estudio, Ping Pong: the Animation (2014); Science SARU proporcionó servicios de producción de animación 'asistida digitalmente', mientras que Tatsunoko Production sirvió como estudio principal. Góngora hizo su debut como director con un trío de episodios promocionales de la serie animada estadounidense OK KO!: Let's Be Heroes (2015-17). Una asignación de dirección posterior fue la creación de la segunda secuencia de créditos de apertura de Garo: Vanishing Line (2017-18), que Góngora también guionizó y animó. Gracias a estas primeras experiencias, Góngora se convirtió rápidamente en el líder de la animación digital en el estudio y finalmente se convirtió en el artista digital principal del estudio. A medida que el estudio hizo la transición a proyectos más grandes, Góngora se desempeñó como jefe de animación digital en las producciones cinematográficas de Science SARU Lu Over the Wall (2017) y The Night Is Short, Walk On Girl (2017), la serie de Netflix Devilman crybaby (2018) , y el largometraje Ride Your Wave (2019). ¡En 2020, Góngora ganó elogios por su creación de la secuencia de créditos de apertura de Keep Your Hands Off Eizouken! (2020), que posteriormente inspiró memes de Internet, recibió más de 10 millones de visitas en el canal oficial de YouTube de Crunchyroll, y fue nominado a Mejor Secuencia de Apertura en los Crunchyroll Anime Awards 2021.
En julio de 2021, Góngora fue anunciado como director de T0-B1, un segmento de cortometraje del proyecto de antología animada Star Wars: Visions (2021). La película se centra en un droide que sueña con convertirse en Jedi y rinde homenaje al estilo artístico clásico de Osamu Tezuka, el innovador creador de manga, director y artista que ayudó a definir el aspecto de la animación japonesa. Al unirse al proyecto, a Góngora se le presentó una oportunidad única: la capacidad de crear, "casi sin limitaciones", una historia dentro del universo de Star Wars que pudiera representar sus intereses visuales y narrativos. En última instancia, Góngora decidió fusionar el estilo visual y la sensibilidad de la animación japonesa de la década de 1960 con las tradiciones cinematográficas de acción en vivo de la década de 1970, que representaba la trilogía original de Star Wars. La película se estrenó en todo el mundo en Disney+ el 22 de septiembre de 2021. La antología Star Wars: Visions en su conjunto recibió elogios universales y T0-B1 fue objeto de elogios particularmente fuertes, con Juan Barquin de The A.V. Club anunció la película como "encantadora, desgarradora e inspiradora, todo a la vez, y prueba de que un cortometraje puede tener más peso que algunas de las películas de Star Wars".

## Trabajos

### Anime

#### Series de televisión
Destaca papeles con funciones de dirección de series.
| Año  | Título                       | Director(es)                | Estudio              | Funciones | Refs.  |
| ---- | ---------------------------- | --------------------------- | -------------------- | --- | ------ |
| 2014 | Ping Pong: The Animation     | Masaaki Yuasa               | Tatsunoko Production | Animación | [ 9 ]  |
| 2014 | Garo: The Animation          | Yūichirō Hayashi            | MAPPA                | Supervisor de animación (#OP 2) Director de animación (#OP 2) Fotografía (#OP 2) | [ 17 ] |
| 2017 | Garo: Vanishing Line         | Park Sung-hoo               | MAPPA                | Director de episodio (#OP 2) Guionista gráfico (#OP 2) Animación (#OP 1-2) | [ 17 ] |
| 2020 | Eizōken ni wa Te wo Dasu na! | Masaaki Yuasa               | Science SARU         | Animación de apertura Animación digital (#12) Animación clave (#9) | [ 17 ] |
| 2024 | Dandadan                     | Fūga Yamashiro              | Science SARU         | Director de unidad (#OP) Guionista gráfico (#OP) Arte de fondo (#OP) Fotografía (#OP) Edición (#OP) Animación clave (#1-5, 7; OP) Segunda animación clave (#1) Supervisión de diseño (#5) | [ 17 ] |
| 2025 | Dandadan 2nd Season          | Fūga Yamashiro Abel Góngora | Science SARU         | Director Arte de fondo (#14) Animación Flash (#14) Animación clave (#14) Fotografía (#14) Retoque TP (#14)                                                                                | [ 30 ] |

#### Películas
| Año  | Título                                                                    | Director(es)                      | Estudio           | Funciones                                               | Refs.        |
| ---- | ------------------------------------------------------------------------- | --------------------------------- | ----------------- | ------------------------------------------------------- | ------------ |
| 2014 | Crayon Shin-chan Movie 22: Gachinko! Gyakushū no Robo To-chan             | Wataru Takahashi                  | Shin-Ei Animation | Animación                                               | [ 17 ]       |
| 2014 | Yo-Kai Watch: The Movie                                                   | Shigeharu Takahashi Shinji Ushiro | OLM               | Animación Animación clave (Science SARU)                | [ 17 ]       |
| 2015 | Crayon Shin-chan Movie 23: Ora no Hikkoshi Monogatari - Saboten Daisūgeki | Masakazu Hashimoto                | Shin-Ei Animation | Asistente de animación                                  | [ 17 ]       |
| 2017 | The Night Is Short, Walk On Girl                                          | Masaaki Yuasa                     | Science SARU      | Jefe de animación Flash                                 | [ 9 ]        |
| 2017 | Lu Over the Wall                                                          | Masaaki Yuasa                     | Science SARU      | Jefe de animación Flash                                 | [ 9 ] [ 17 ] |
| 2019 | Ride Your Wave                                                            | Masaaki Yuasa                     | Science SARU      | Jefe de animación Flash Animación Flash Animación clave | [ 9 ] [ 17 ] |
| 2022 | Inu-Oh                                                                    | Masaaki Yuasa                     | Science SARU      | Animación clave                                         | [ 17 ]       |
| 2024 | Garden of Remembrance                                                     | Naoko Yamada                      | Science SARU      | Animación clave                                         | [ 17 ]       |

#### ONAs
Destaca papeles con funciones de dirección de series.
| Año  | Título                        | Director(es)                     | Estudio      | Funciones | Refs.         |
| ---- | ----------------------------- | -------------------------------- | ------------ | --- | ------------- |
| 2018 | Devilman Crybaby              | Masaaki Yuasa                    | Science SARU | Jefe de animación Flash Guionista gráfico (#3) Animación clave (#10)                                                                                         | [ 17 ]        |
| 2019 | Super Shiro                   | Tomohisa Shimoyama Masaaki Yuasa | Science SARU | Director de animación (#4) | [ 9 ] [ 17 ]  |
| 2020 | Japón se Hunde 2020           | Masaaki Yuasa                    | Science SARU | Jefe de animación Flash Animación clave (#2) Segunda animación clave (#1)                                                                                    | [ 17 ]        |
| 2021 | Star Wars: Visions - T0-B1    | Abel Góngora                     | Science SARU | Director | [ 6 ]         |
| 2022 | The Tatami Time Machine Blues | Shingo Natsume                   | Science SARU | Animación Flash (#2, 5) Animación clave (#2, 5) | [ 17 ]        |
| 2023 | Scott Pilgrim                 | Abel Góngora                     | Science SARU | Director Director de episodio (#1) Guionista gráfico (#1, 8) Director de animación (#8) Composición (#OP) Edición Animación Flash (#OP) Animación clave (#8) | [ 31 ] [ 32 ] |

### Animación occidental

#### Series de televisión
| Año  | Título                       | Estudio                 | Funciones                                                         | Refs.  |
| ---- | ---------------------------- | ----------------------- | ----------------------------------------------------------------- | ------ |
| 2007 | Skunk Fu!                    | Cartoon Saloon          | Animación digital (#14-26) Diseñador de escenarios (#1-11, 13-26) | [ 9 ]  |
| 2008 | Wakfu                        | Ankama Animations       | Animación digital                                                 | [ 9 ]  |
| 2014 | Adventure Time (Temporada 6) | Frederator Studios      | Animación digital (#7)                                            | [ 14 ] |
| 2016 | OK K.O.!: Let's Be Heroes    | Cartoon Network Studios | Director de episodios (#1, 4, 8)                                  | [ 9 ]  |

### Videos musicales
| Año  | Título               | Funciones        | Refs.  |
| ---- | -------------------- | ---------------- | ------ |
| 2015 | Song of Four Seasons | Animador digital | [ 33 ] |

## Énlaces externos
- Sitio web oficial
- Abel Góngora en Internet Movie Database (en inglés).
- Abel Góngora  en la enciclopedia Anime News Network (en inglés)

- Datos: Q101500374